# Jacob Dalton
Pour les articles homonymes, voir Dalton.
Jacob Dalton dit Jake Dalton (né le 19 août 1991 à Reno) est un gymnaste artistique américain.

## Palmarès

### Championnats du monde
- Tokyo 2011
  -  médaille de bronze par équipes

- Anvers 2013
  -  médaille d'argent au sol

- Nanning 2014
  -  médaille de bronze par équipes
  -  médaille de bronze au saut de cheval